# Nimaathapi

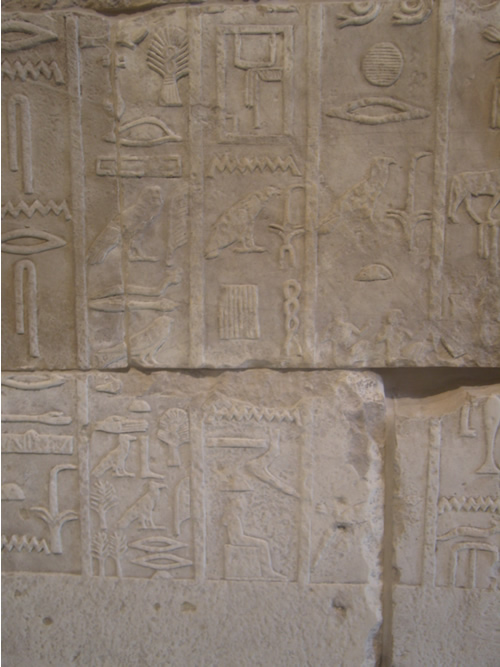
Nimaathapit említő felirat Metjen masztabájában

Nimaathapi ókori egyiptomi királyné az óbirodalom idején; a II. dinasztiabeli Haszehemui fáraó felesége, a III. dinasztiabeli Dzsószer fáraó anyja.
Nevét említik számos pecséten Haszehemui sírkomplexumában Abüdosznál, valamint a Beit Khallaf-i K1-es sírban. Halotti kultusza legalább a IV. dinasztia idejéig fennmaradt, mert említik az ekkor élt Metjen szakkarai sírjában (LS6).
Címei: Hórusz segítője (ḫt-ḥrw), A király gyermekeinek anyja (mwt mswt nỉswt), Felső- és Alsó-Egyiptom királyának anyja (mwt-nỉswt bỉtỉ). Egy magángyűjteményben szereplő tálon A király felesége címet viseli, de ez a cím teljes bizonyossággal csak a IV. dinasztiától fordul elő, így lehet, hogy a felirat ezen a tálon nem korabeli.  Nevének jelentése: Hapi igazságához tartozó. [forrás?]